# Chevrolet Equinox
L'Equinox è un crossover SUV prodotto dalla Chevrolet dal 2005. Le prime 2 generazioni appartenevano ai SUV di taglia media, la terza invece appartiene a quelli di taglia compatta.

## Il contesto
L'Equinox è basato sulla piattaforma Theta della General Motors. Il pianale è a monoscocca. Il modello è assemblato dalla CAMI Automotive, cioè da una joint venture tra la General Motors e la Suzuki. È stato introdotto nel 2004 per il model year 2005.

## Prima serie (2005-2009)
Il modello è stato lanciato all'inizio del 2005. L'Equinox è basato sul pianale General Motors "Theta", e la sua monoscocca è meccanicamente simile a quella dei GMC Terrain, Saturn Vue, Pontiac Torrent e Suzuki XL7. Comunque, l'Equinox e la Torrent hanno una larghezza maggiore della Vue e possiedono, inoltre, un passo di 2.858 mm, quindi 150 mm più lungo del modello Saturn. La trazione anteriore è offerta tra l'equipaggiamento standard, con quella integrale che è disponibile tra gli optional. L'Equinox non è stato progettato per essere adatto su terreni particolarmente accidentati. Per questo uso, nella gamma Chevrolet, sono idonee la Tahoe e la TrailBlazer. Nel 2006, la General Motors ha aggiornato per la prima volta l'Equinox. Nell'occasione, sono stati applicati dei loghi General Motors sulle portiere anteriori.
L'Equinox è assemblato dalla CAMI Automotive, cioè da una joint venture tra la General Motors e la Suzuki. Questa serie è stata fabbricata nello stabilimento di Ingersoll, Canada. Il motore V6 da 3,4 L è invece stato costruito in Cina dalla divisione locale della General Motors, mentre il cambio automatico Aisin AF33 è assemblato in Giappone. Dal 2008 è disponibile, sull'Equinox Sport, un motore V6 da 3,6 L fabbricato negli Stati Uniti.
Nel model year 2009 l'Equinox non è stato venduto in Messico.

### Motorizzazioni e trasmissioni
I motori disponibili sono stati:
| Anni      | Motore          | Potenza | Coppia  |
| --------- | --------------- | ------- | ------- |
| 2005-2009 | LNJ V6 da 3,4 L | 185 CV  | 285 N•m |
| 2008-2009 | LY7 V6 da 3,6 L | 264 CV  | 339 N•m |

I cambi offerti invece sono stati:
- Aisin AF33 automatico a cinque rapporti;
- GM 6T70 automatico a sei rapporti.

### L'Equinox Sport

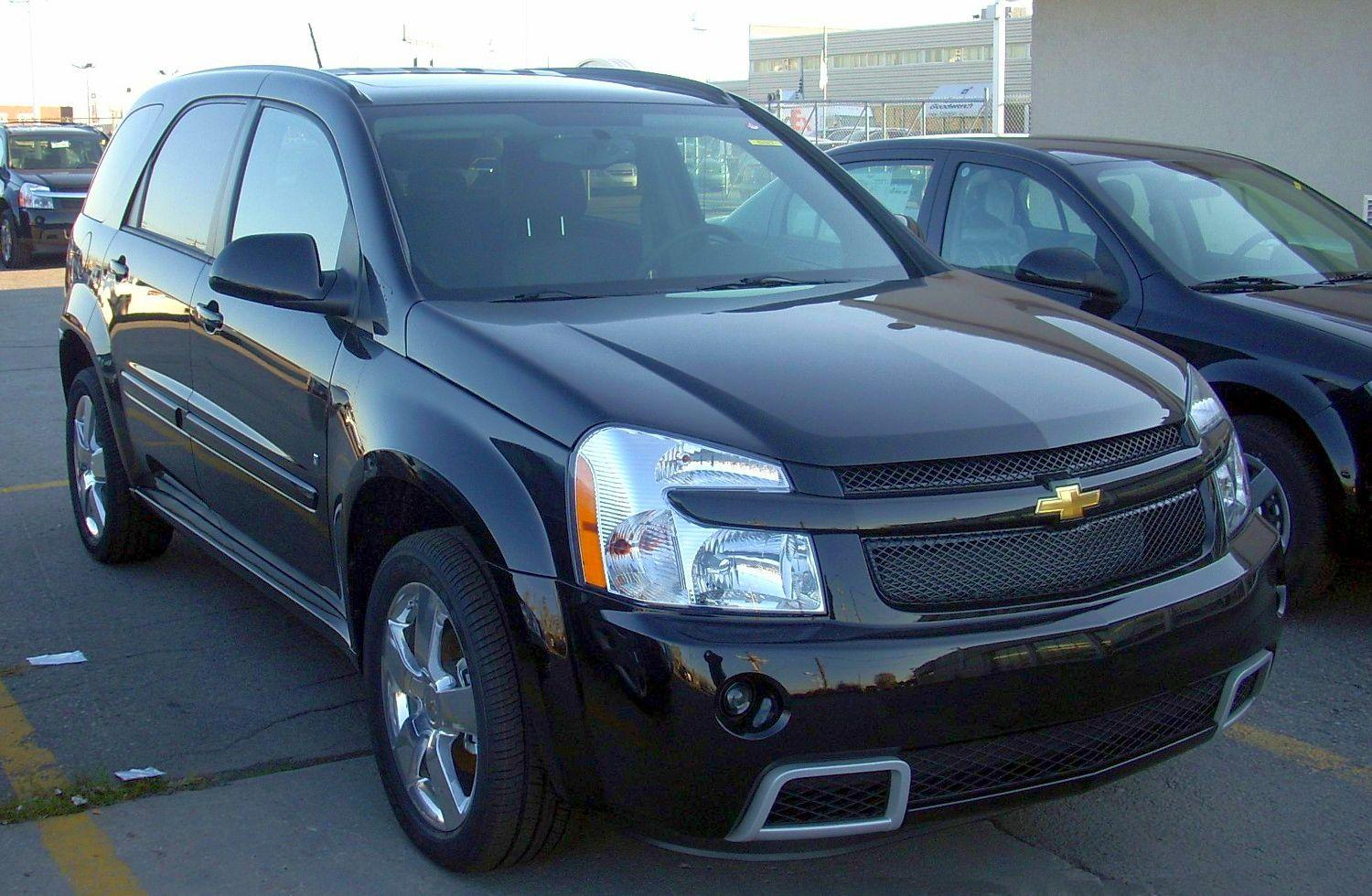
Una Chevrolet Equinox Sport del 2008

Nel 2008 la Chevrolet ha aggiunto una versione sportiva, l'Equinox Sport, che è caratterizzata da un assetto ribassato e dal nuovo motore V6 a doppio albero a camme in testa da 3,6 L di cilindrata. Il propulsore più potente (264 CV) ha permesso il miglioramento delle prestazioni; l'accelerazione da 0 a 97 km/h, è compiuta infatti in meno di 7 secondi. Esteriormente, questa versione Sport è leggermente diversa dal modello standard. Inoltre, la carrozzeria è stato allungata, e la vettura è stata dotata di un cambio automatico a sei rapporti. L'Equinox Sport è disponibile sia con trazione anteriore che con trazione integrale. La General Motors ha dichiarato che l'Equinox Sport è stato il primo veicolo ad evidenziare una maggior cautela negli standard di denominazione. Invece di usare il nome Super Sport (SS), come si era fatto in passato per i modelli ad alte prestazioni (come, di fatto, sarebbe potuto essere per questo modello), la GM ha scelto di riservare la sigla SS solo per modelli spiccatamente sportivi.

### L'Equinox LTZ

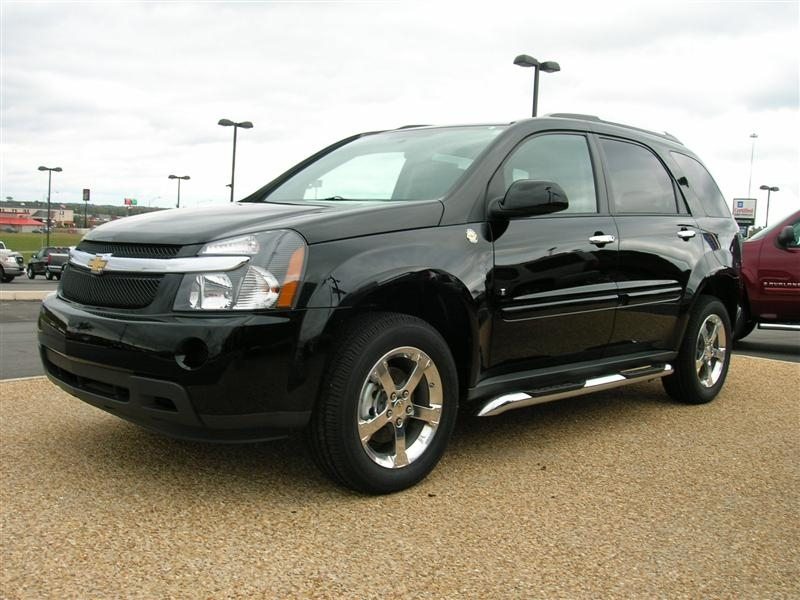
Una Chevrolet Equinox LTZ

Durante la commercializzazione della prima serie del modello, è stata aggiunta alla gamma offerta la versione LTZ. Essa differisce dalla presenza di ruote cromate in lega di alluminio, maniglie porta cromate e rastrelliera portabagagli cromata. L'equipaggiamento installato di serie comprende sedili anteriori riscaldabili, inserti in pelle, airbag a tendina, impianto audio con radio AM/FM, cambia CD integrato nella plancia, lettore MP3 e 7 altoparlanti premium della Pioneer.

### Team Canada Edition
Nel 2009 è stato disponibile, solo in Canada, il pacchetto Team Canada Edition. Venne commercializzato in occasione degli XXI Giochi olimpici invernali, che si sono svolti a Vancouver. Questo allestimento aveva in dotazione ruote cromate in lega di alluminio, tettuccio apribile ed un sistema audio premium.

## Seconda serie (2010-2017)
La seconda serie dell'Equinox è stata annunciata il 21 dicembre 2008, ed è stata presentata al pubblico salone dell'automobile di Detroit nel 2009. Questa nuova generazione dell'Equinox, che è commercializzata dal model year 2010, è in commercio dal giugno 2009. È basata su una versione rinforzata del pianale "Theta" utilizzato per la serie precedente. Il nuovo Equinox ha in dotazione dei motori ad iniezione diretta. I primi modelli del 2010 avevano applicati dei loghi della General Motors, ma per degli esemplari che sono venuti in seguito sono stati eliminati.
Il nuovo motore a quattro cilindri in linea da 2,4 L di cilindrata è assemblato negli Stati Uniti, precisamente a Tonawanda, e produce 182 CV di potenza e 233 N•m di coppia. Il propulsore opzionale è invece un V6 da 3 L, che eroga 264 CV e 290 N•m.
Entrambi i motori sono accoppiati ad un cambio automatico a sei rapporti e ad un opzionale sistema a trazione integrale (di serie, è installata la trazione anteriore).
La commercializzazione in Messico è ripresa nel novembre del 2009 dopo un anno di assenza. Per il model year 2011, l'Equinox non è più venduto nel paese citato.
Questa serie di Equinox è assemblata in Canada a Ingersoll ed a Oshawa.

### Motorizzazioni
| Anni      | Motori                                        | Potenza | Coppia  |
| --------- | --------------------------------------------- | ------- | ------- |
| 2010–2011 | Ecotec LAF quattro cilindri in linea da 2.4 L | 182 CV  | 233 N•m |
| 2012–     | Ecotec LEA quattro cilindri in linea da 2,4 L | 182 CV  | 233 N•m |
| 2010–2012 | High Feature LF1 o LFW V6 da 3 L              | 264 CV  | 301 N•m |
| 2013–     | High Feature LFX V6 da 3,6 L                  | 301 CV  | 369 N•m |

## Terza serie (2017-)
La terza serie viene presentata il 22 settembre 2016 e si distingue dalle precedenti per la classe di appartenenza, non più media, ma compatta, ed è costruita sul nuovo pianale GM D2XX, e per quanto riguarda la gamma di Compact SUV, nei mercati mondiali sostituisce la Chevrolet Captiva e la Captiva Sport, ed è venduto in Oceania come Holden Equinox.

### Motorizzazioni
L'Equinox di terza generazione è disponibile con un massimo di tre scelte di motore. I motori a benzina sono identici alla Malibu del 2016: un motore a quattro cilindri in linea turbo da 1,5 litri che produce 170 CV (127 kW) in meno rispetto al motore da 2,4 litri della precedente Equinox ma più coppia), o un motore I4 turbocompresso da 2,0 litri che produce 252 CV (188 kW) in meno rispetto al Motore V6 da 3,6 litri nel precedente Equinozio). Per la prima volta è diventato disponibile un motore turbo-diesel I4 da 1,6 litri che produce 136 CV (101 kW), ma solo sugli allestimenti LT e Premier.

### Restyling 2022

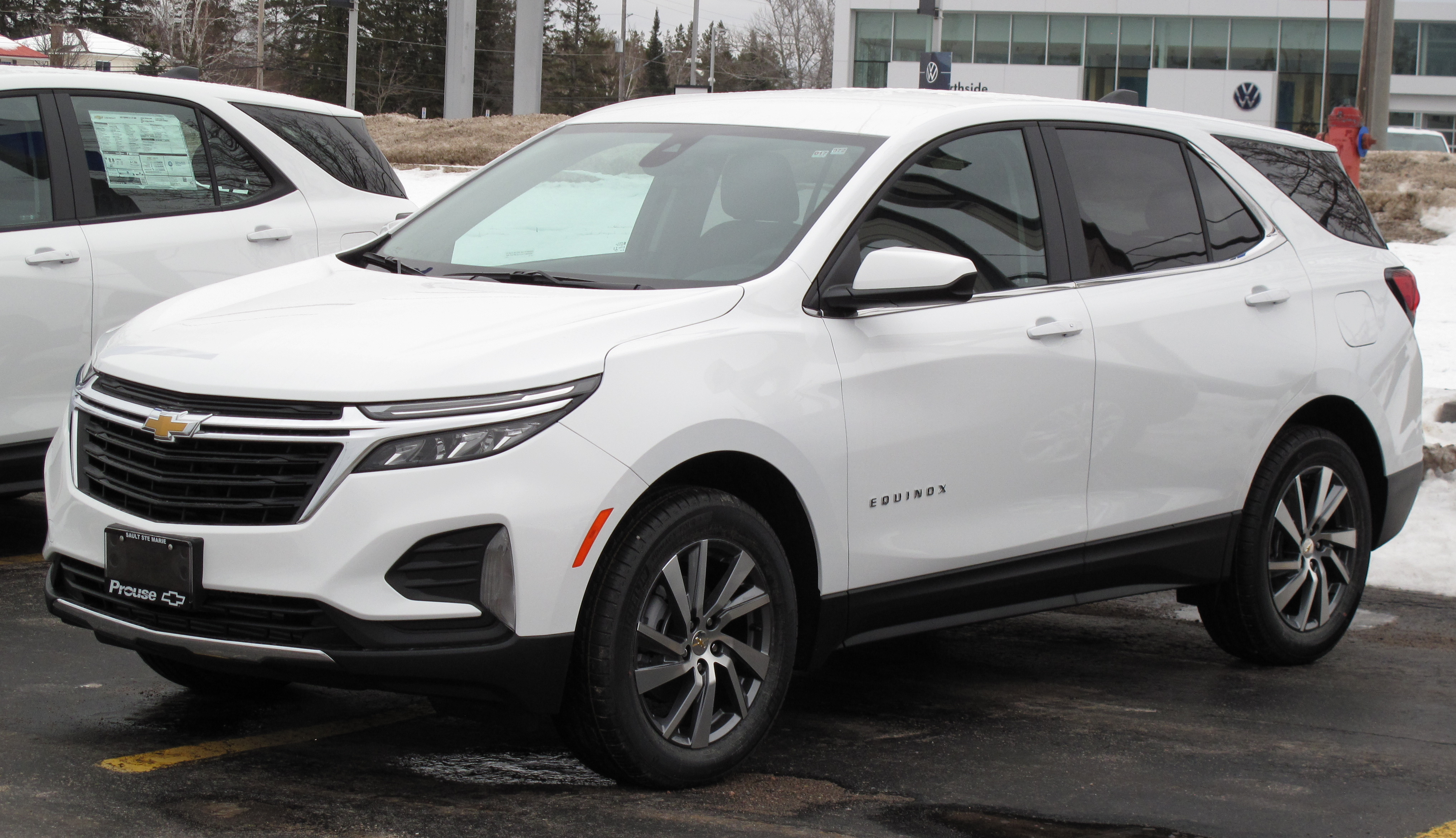
Restyling 2022 della Equinox

Il 6 febbraio 2020, Chevrolet ha svelato una Equinox rinnovata al Chicago Auto Show. Il veicolo aggiornato sfoggia una nuova griglia anteriore, che si estende nei fari ridisegnati, insieme ad una fascia inferiore ridisegnata con diversi fendinebbia. Anche la parte posteriore vede piccoli cambiamenti nel modo di fari posteriori ridisegnati e un paraurti diverso. All'interno, i sedili in tessuto sono stati ridisegnati, presentando un motivo a zig-zag invece che a nido d'ape.

## Gli esemplari a celle a combustibile

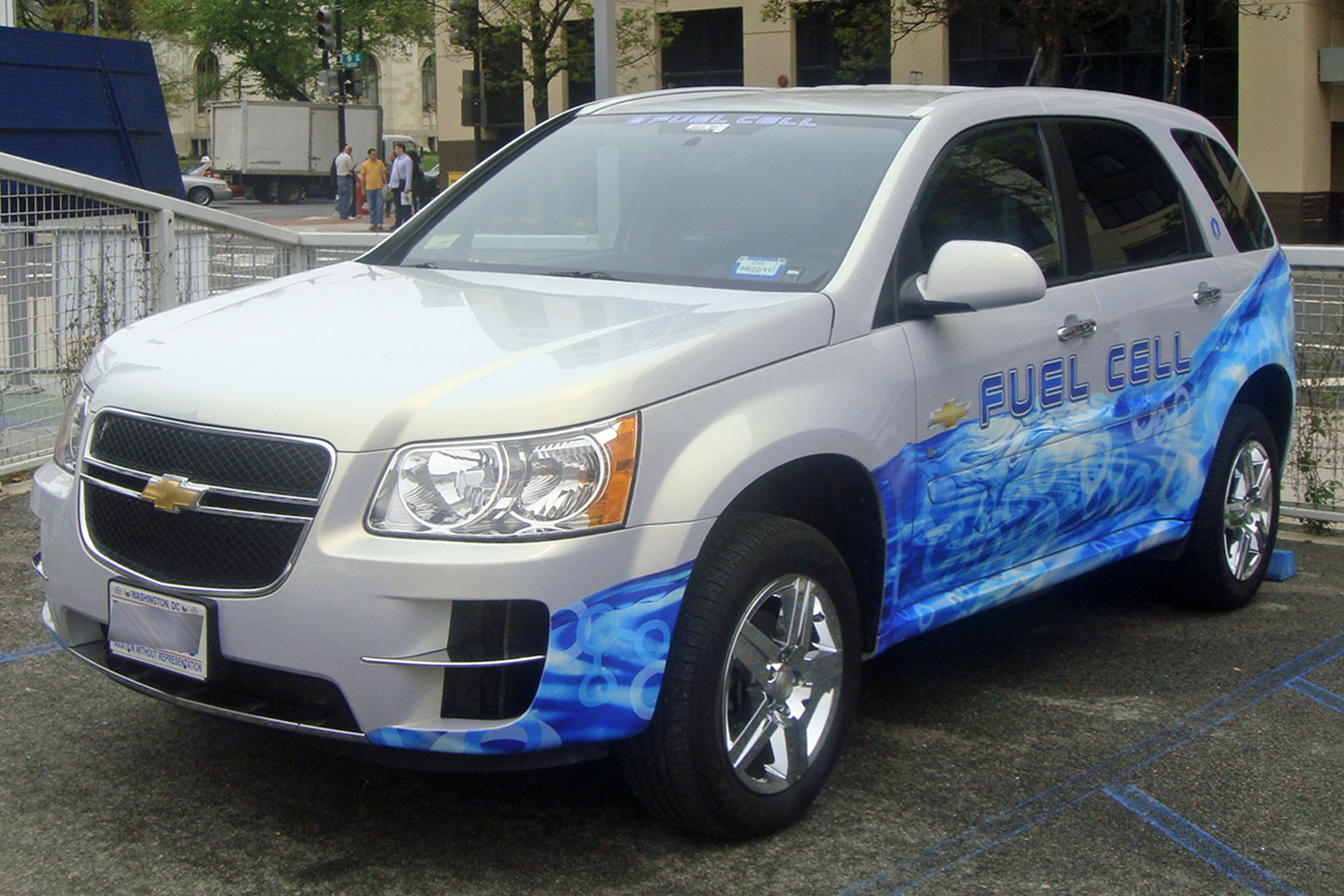
Un Chevrolet Equinox Fuel Cell

È stata preparata dalla General Motors una versione dell'Equinox a pila a combustibile. Questa versione, chiamata Equinox Fuel Cell, utilizza delle pile a combustibile di quarta generazione, che si possono trovare anche sulla concept car Chevrolet Sequel, la quale è stata svelata al pubblico nel settembre del 2009. Queste pile sono state progettate per essere utilizzate per 80.000 km, anche in condizioni di gelo. Il modello è più leggero dell'Equinox standard, e possiede inoltre un'altezza da terra inferiore. Per ridurre il peso, le portiere sono realizzate in alluminio, mentre il cofano in fibra di carbonio. I fanali derivano da quelli della Pontiac Torrent.

## La versione elettrica

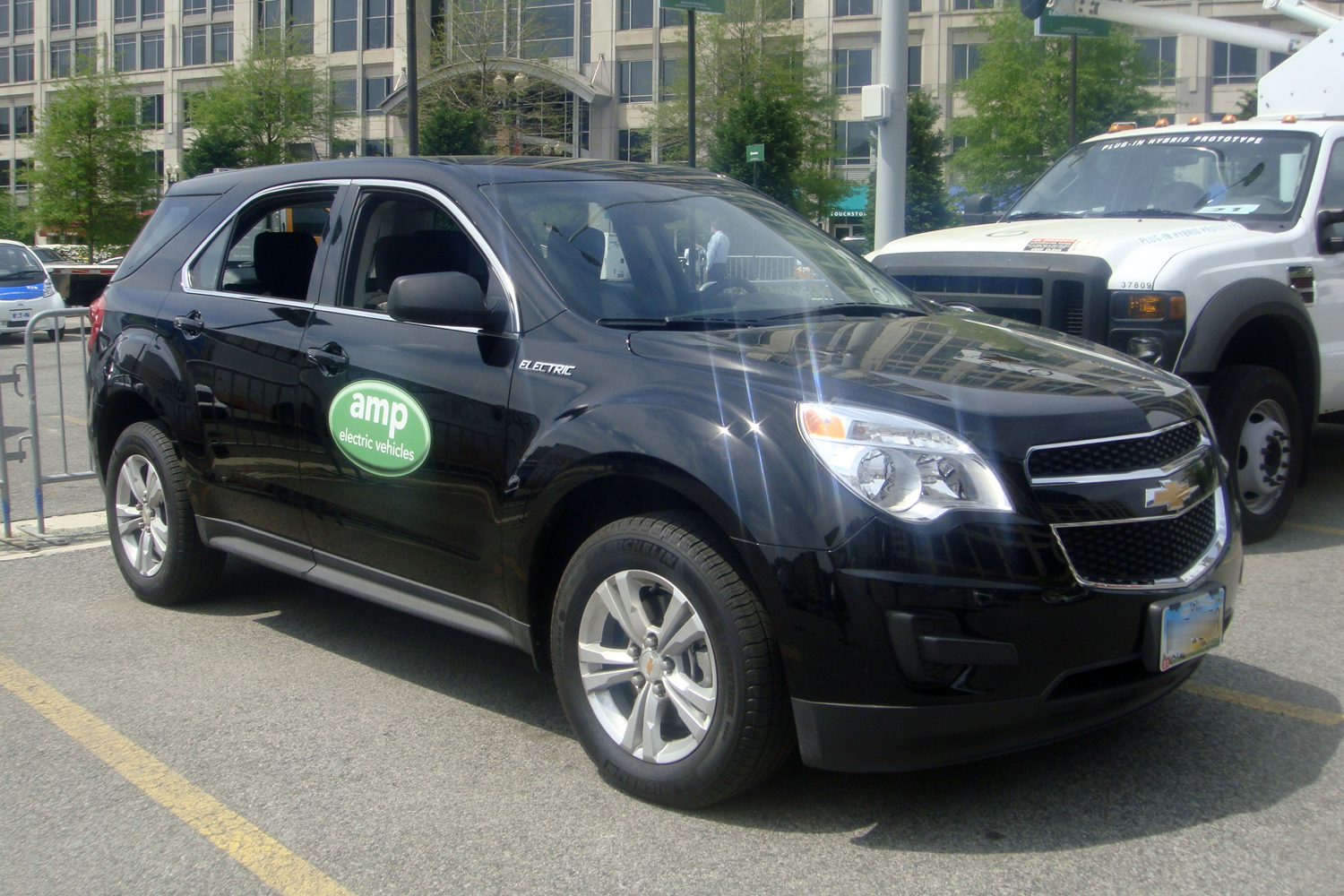
Un Chevrolet Equinox convertito a veicolo elettrico dalla Amp Electric Vehicles

La Amp Electric Vehicles vende degli Equinox convertiti in veicoli elettrici a batteria. Il primo esemplare di questi modelli è stato venduto alla Dayton Power & Light. Mille esemplari sono stati ordinati dalla Northern Lights Energy, in Islanda.